# Tan Sitong

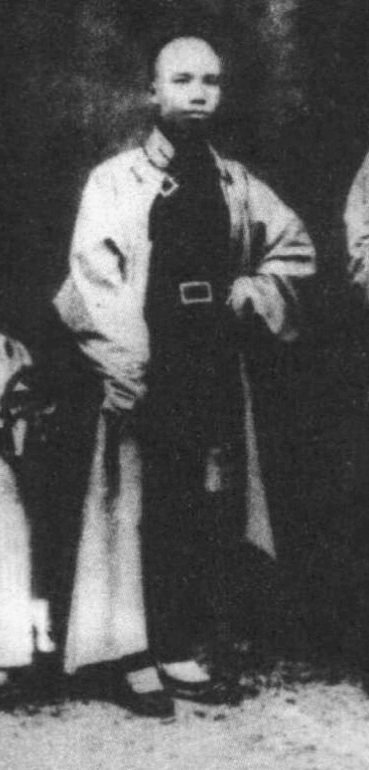
Tan Sitong

Tan Sitong (1865-1898) fue un pensador y político reformista de la época final de la dinastía Qing. Fue uno de los Seis caballeros de la Reforma de los Cien Días (戊戌六君子) que fueron decapitados por orden de la emperatriz viuda Cixi. Tenía sólo treinta y tres años cuando murió. Las palabras que pronunció tras su detención —que China nunca lograría renovarse hasta que hubiera hombres dispuestos a morir por ella— fueron recordadas por varias generaciones de chinos.

## Vida y pensamiento
Hijo de un alto funcionario de Beijing, en 1895 se convirtió en discípulo del confuciano reformista Kang Youwei, siendo introducido en su pensamiento y también en el budismo por el ayudante y discípulo de Kang Liang Qichao.
Considerado «una de las mentes más originales de su generación», fue más allá que sus maestros al proponer la República como solución al sojuzgamiento de China a las potencias occidentales y a Japón y no la monarquía reformada como defendían entonces Kang y Liang. También propugnó el nacionalismo frente a la lealtad a la dinastía Qing. Pero al mismo tiempo defendió la tradición confuciana y desarrolló el concepto del bien «como algo que combinaba la sensibilidad a la ética social en el presente y en el futuro con un esfuerzo personal por el autopefeccionamiento», en lo que se le podría relacionar con Gandhi.
A principios de 1898 el joven emperador Guangxu llamó a Kang Youwei a la Ciudad Prohibida y a partir del 10 de junio comenzaron a publicarse una batería de decretos que se propusieron transformar China en todos los ámbitos, desde la administración local hasta el intercambio cultural internacional. Kang contó con la colaboración de Liang Qichao y de otros destacados discípulos suyos, encabezados por Tan Sitong. Así él y Liang acompañaron a Kang a las reuniones que mantuvo con el emperador en las que no se guardaba en absoluto el rígido protocolo de la corte Qing.
El ritmo tan rápido de las reformas iniciadas el 10 de junio de 1898 y su contenido, especialmente la abolición del sistema de exámenes imperiales, provocó la hostilidad de los sectores conservadores que seguían siendo fieles a la emperatriz viuda Cixi, que se había retirado al Palacio de Verano. Algunos de sus consejeros le convencieron de que el emperador iba a tomar medidas contra ella por lo que se propuso recuperar sus poderes y poner fin al gobierno de su sobrino. Tan Sitong intentó un golpe de Estado para evitar que actuara en contra del emperador pero fracasó. La contundente respuesta de Cixi tuvo lugar el 21 de septiembre de 1898, 103 días después del primer decreto imperial, cuando anunció que volvía a asumir los plenos poderes porque el emperador estaba aquejado de una grave enfermedad —en realidad estaba prisionero en una pequeña isla dentro de los jardines imperiales—.

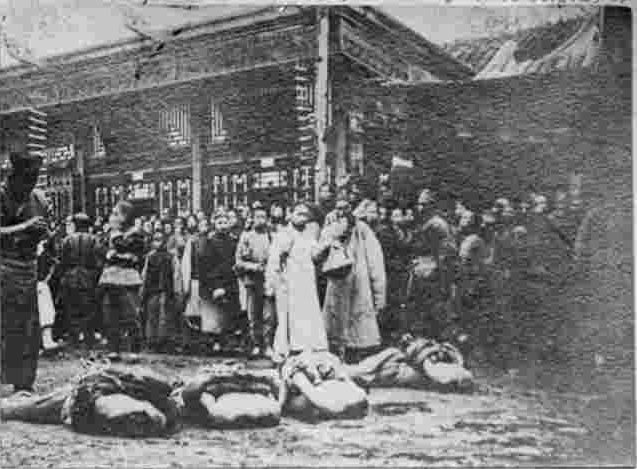
Cuerpos decapitados en 1905, en el mismo lugar donde siete años antes fueron ajusticiados los Seis caballeros de la Reforma de los Cien Días.

A continuación anuló la mayoría de los decretos promulgados desde el 10 de junio y emitió órdenes de arresto en contra de Kang, Liang y Tan Sitong, entre otros intelectuales que habían participado en la «Reforma de los Cien Días». Kang logró escapar a Hong Kong, mientras que Liang y Tan Sitong se refugiaron en la embajada de Japón. Pero Tan no quiso acompañar a Liang al exilio a Japón y abandonó la embajada siendo detenido inmediatamente. Él y otros cinco colaboradores de Kang y Liang, entre ellos el hermano de Kang, fueron condenados a muerte y la sentencia fue leída en las puertas de la Ciudad Prohibida. «Los condenados fueron trasladados en un carro hasta el mercado de Caishikou, donde solían alojarse muchos de los estudiosos que estaban de visita en Beijing para presentarse a los exámenes de funcionario. Se les ofreció un cuenco de vino de arroz a la puerta de una casa de té. Una gran multitud contempló cómo se rompía el cuenco. A continuación obligaron a los condenados a arrodillarse en el suelo, donde fueron rápidamente decapitados». Los seis ajusticiados fueron conocidos como los Seis caballeros de la Reforma de los Cien Días.